# Vereffeningszetel

De 29 meervoudige kiesdistricten van Zweden met rechtsonderin een weergave van hoe de 39 vereffeningszetels (utjämningsmandat) verdeeld zijn over de provincies.

Een vereffeningszetel, ook wel compensatiezetel, egalisatiezetel of aanvullende zetel genoemd, is een zetel die wordt toegekend aan een partij om te zorgen dat de samenstelling van het parlement overeenkomt met de algehele verkiezingsuitslag. Vereffeningszetels worden toegepast in kiessystemen die evenredige vertegenwoordiging combineren met een meervoudige kiesdistricten waarbij de landelijke uitslag wordt bepaald aan de hand van een nationaal kiesdistrict.  
De methode van dubbelevenredige zetelverdeling vormt een alternatief voor compensatie met vereffeningszetels. Hier vormt de algehele verkiezingsuitslag het uitgangspunt bij het verdelen van directe districtszetels over (meervoudige) kiesdistricten.
|                                 | Stap 1                                     | Stap 2                                                  | Stap 3                                       | Stap 4                                                                          |
| ------------------------------- | ------------------------------------------ | ------------------------------------------------------- | -------------------------------------------- | ------------------------------------------------------------------------------- |
| Vereffeningszetels              | Zetelgrootte van de kiesdistricten bepalen | Directe districtszetels toekennen binnen kiesdistricten | Algehele zetelverdeling per partij bepalen   | Vereffeningszetels toewijzen aan partijen en evt. kiesdistricten                |
| Dubbelevenredige zetelverdeling | Algehele zetelverdeling per partij bepalen | Zetelgrootte van de kiesdistricten bepalen              | Partijzetels verdelen over de kiesdistricten | Correcties toepassen om evenredigheid op partij- en districtsniveau te bereiken |

## Ondervertegenwoordiging
Vereffeningszetels zijn bedoeld om ondervertegenwoordiging van partijen te compenseren. Een partij kan echter ook meer zetels krijgen dan proportioneel gezien gerechtvaardigd is op basis van de landelijke verkiezingsuitslag. Deze zetels worden overhangmandaten genoemd. Het aantal vereffeningszetels dat gebruikt wordt, bepaalt in hoeverre deze overhangmandaten kunnen ontstaan. 
Elk land hanteert een eigen methode voor de toekenning van vereffeningszetels, wat leidt tot verschillen in zetel-stemverhouding. Zweden kent de grootste mate van evenredigheid door een hoog zeteltotaal, ruime hoeveelheid vereffeningszetels in combinatie met regels die het ontstaan van overhangmandaten onmogelijk maken.

## Rekenvoorbeeld
Hieronder volgt een rekenvoorbeeld van een fictief land met 10 zetels waarvan 7 (directe) districtszetels en 3 (indirecte) vereffeningszetels. Eerst worden de directe districtszetels opgeteld. Vervolgens wordt de uitslag berekend van het nationale kiesdistrict waarmee de landelijke zetelverdeling wordt bepaald. Het verschil tussen deze waarden bepaalt hoeveel vereffeningszetels er per partij nodig zijn voor een optimale zetel-stemverhouding. Landen gaan verschillend om met de vraag hoe deze vereffeningszetels over het land verdeeld worden.
Indien partij C bijvoorbeeld 3 directe districtszetels had behaald, was er sprake geweest van een overhangmandaat. Dit betekent dat die partij meer zetels had behaald dan de nationale verkiezingsuitslag voorschrijft.
| Partij | Partij   | Landelijke uitslag | Directe districtszetels | Indirecte vereffeningszetels | Landelijk zeteltotaal | Visualisatie                        |
| ------ | -------- | ------------------ | ----------------------- | ---------------------------- | --------------------- | ----------------------------------- |
|        | Partij A | 40%                | 3                       | 1                            | 4                     |                                     |
|        | Partij B | 30%                | 2                       | 1                            | 3                     |                                     |
|        | Partij C | 20%                | 2                       | 0                            | 2                     |                                     |
|        | Partij D | 10%                | 0                       | 1                            | 1                     |                                     |
| Totaal | Totaal   | 100%               | 7                       | 3                            | 10                    | 7 directe + 3 indirecte = 10 zetels |

## Landenoverzicht
| Land          | Benaming               | Verkiezingsjaar | Districtszetels | Vereffeningszetels | Methodiek             | Totaal | Gallagher Index |
| ------------- | ---------------------- | --------------- | --------------- | ------------------ | --------------------- | ------ | --------------- |
| Zweden        | sv:Utjämningsmandat    | 2022            | 310             | 39                 | Sainte-Laguë          | 349    | 0,64            |
| Denemarken    | dk:Tillægsmandat       | 2022            | 135             | 40                 | Grootste overschotten | 175    | 1,13            |
| Nederland     | Nationaal kiesdistrict | 2023            |                 | 150                | D'Hondt               | 150    | 1,46            |
| Nieuw-Zeeland | en:Leveling seat       | 2023            | 72              | 48                 | Sainte-Laguë          | 120    | 2,63            |
| Duitsland     | de:Ausgleichsmandat    | 2021            | 599             | 137                | Sainte-Laguë          | 736    | 3,48            |
| Noorwegen     | no:Utjevningsmandat    | 2021            | 160             | 19                 | Sainte-Laguë          | 169    | 3,65            |
| België        |                        | 2024            | 150             |                    |                       | 150    | 3,83            |
| IJsland       | is:Jöfnunarsæti        | 2021            | 52              | 9                  | D'Hondt               | 63     | 3,96            |

## Zweden
Van de Europese landen kent Zweden de gunstigste zetel-stemverhouding volgens de Gallagher Index. De Riksdag in Zweden heeft in totaal 349 zetels die bestaan uit 310 directe districtszetels en 39 indirecte vereffeningszetels (utjämningsmandater). Deze worden verdeeld over 29 meervoudige kiesdistricten. De districtszetels worden op nationaal niveau verdeeld over partijen die de kiesdrempel van 4% hebben gehaald aan de hand van de Sainte-Laguë-methode.  
Vervolgens worden de vereffeningszetels aan specifieke kiesdistricten (län) toegewezen om de grootste onbalans tussen de lokale en de nationale uitslag te corrigeren. Mochten er overhangmandaten ontstaan dan worden die geruild (återföring av mandat) met die van een andere partij. Op deze manier wordt er voor gezorgd dat zowel op landelijk als op regionaal niveau de zetel-stemverhouding geoptimaliseerd wordt.

## Denemarken

De 40 Deense vereffeningszetels worden na berekening van de landelijke uitslag weer herverdeeld over de 10 kiesdistricten.

In het Deense kiesstelsel wordt gebruik gemaakt van tillægsmandater bij verkiezingen voor de uit 179 leden tellende Folketing. Denemarken is verdeeld in 10 kiesdistricten (storkredse) die 135 directe districtszetels te verdelen hebben. De toewijzing van de zetels op nationaal niveau vindt plaats op basis van het systeem van grootste overschotten. Dit houdt in dat de restzetels gaan naar de partijen met het grootste overschot aan stemmen na berekening van de volle zetels.
Wanneer de 40 vereffeningszetels zijn toegewezen aan partijen, worden die vervolgens over het land verdeeld. Hiervoor wordt eerst een berekening gemaakt op het niveau van de 3 landsdelen, waarna een specifieke verdeling over de 10 kiesdistricten volgt. De overgebleven 4 zetels zijn Noord-Atlantische zetels voor Faeröer (2) en Groenland (2). Deze gebieden vallen buiten de berekeningen van de vereffeningszetels.

## Nederland
Nederland heeft een kiessysteem van pure proportionaliteit, waarbij alle 150 zetels worden toegewezen op basis van de landelijke zetel-stemverhouding. Hierdoor functioneren alle zetels in feite als vereffeningszetels, omdat er geen correctie nodig is voor districtsafwijkingen. Voor de zetelverdeling wordt de methode van D'Hondt gebruikt waarbij grotere partijen bevoordeeld worden.

## Duitsland
In het Duitse kiessysteem wordt een stembiljet gebruikt waarbij de kiezer twee stemmen heeft. Met de eerste stem kiest men voor een kandidaat in zijn kiesdistrict, met de tweede stem kiest men voor een partij. Binnen het kiesdistrict is de kandidaat die de meeste stemmen krijgt direct gekozen.
Het aantal zetels in het betreffende parlement is minstens het dubbele van het aantal kiesdistricten. De Bondsdag kent 299 enkelvoudige kiesdistricten en in principe 598 zetels. Een partij heeft in principe recht op het aantal zetels volgens het systeem van evenredige vertegenwoordiging berekend naar 598 zetels. Als partij A in totaal in het hele land 30% van alle stemmen heeft gekregen dan heeft die partij recht op afgerond 180 zetels.
Tegelijkertijd is het mogelijk dat partij A in 200 districten de grootste is gebleken, zodat de partij 200 de:Direktmandate heeft gehaald. De partij krijgt dan 200 zetels terwijl de partij volgens het systeem van evenredige vertegenwoordiging slechts recht had op 180 zetels. De 20 extra zetels zijn dan Overhangmandaten. Een de:Ausgleichsmandat is dan bedoeld om de overhangmandaten te compenseren. 
Wat uniek is aan Duitsland is dat andere partijen ook één of meer extra zetels kunnen krijgen zodat uiteindelijk de zetelverdeling correspondeert met de uitslag volgens de evenredige vertegenwoordiging. Door deze compensatiezetels is het Duitse parlement doorgaans veel groter dan de 598 zetels die je zou verwachten. Ook deelstaten kunnen gebruiken maken van vereffeningszetels zoals Sleeswijk-Holstein en Nedersaksen.

## Noorwegen

In Noorwegen worden de vereffeningszetels geïntegreerd in het zetelaantal van de kiesdistrict. Elke provincie krijgt er één waardoor deze onzichtbaar worden in het bovenstaande visuele overzicht.

Het Noorse parlement bestaat uit 169 zetels waarvan er 150 zetels direct worden verkozen via 19 kieskringen. Iedere provincie (fylkes) van het land geldt daarbij als meervoudig kiesdistrict. Het aantal kandidaten dat gekozen wordt per provincie wordt bepaald door het aantal inwoners (1 punt per inwoner) en het oppervlak van het betreffende gebied (1,8 punt per km²). Elke provincie krijgt 1 vereffeningszetel wat neerkomt op een totaal van 19. 
Bij Noorse verkiezingen wordt een kiesdrempel van 4% gehanteerd die enkel gebruikt wordt bij de vereffeningszetels en niet bij de districtszetels. Dit betekent dat iedere partij die landelijk meer dan 4% van de stemmen ontvangt, recht heeft op zetelcompensatie. Deze landelijke zetels worden aan de hand van de Sainte-Laguë-methode verdeeld. Partijen die wel districtszetels hebben gewonnen, maar onder de kiesdrempel van 4% scoren, mogen deze zetel(s) houden maar hebben geen recht op vereffeningszetels.

## België
Bij federale verkiezingen bestaat België bestaat uit 11 kieskringen, waarvan er vijf in Vlaanderen en vijf in Wallonië liggen. Verder heeft het tweetalige Gewest Brussel een eigen kieskring. De 150 zetels in het federale parlement worden verdeeld over de taalgebieden: ongeveer 60% voor het Nederlandse taalgebied, 40% voor het Franse taalgebied, en soms 1 zetel voor het Duitstalige gebied. De zetels worden enkel verdeeld op basis van de stemmen in elk kiesdistrict. Er is geen mechanisme om de zetel-stemverhouding op nationaal niveau te optimaliseren.